# Сєвєрний (Бурятія)
Сєвєрний (рос. Северный) — селище Баунтовського евенкійського району, Бурятії Росії. Входить до складу Сільського поселення Сєверне.
Населення — 409 осіб (2015 рік).